# Isophya pylnovi
Isophya pylnovi är en insektsart som beskrevs av Miram 1938. Isophya pylnovi ingår i släktet Isophya och familjen vårtbitare. Inga underarter finns listade i Catalogue of Life.